# Slavorum Apostoli
Slavorum Apostoli è un'enciclica pubblicata da papa Giovanni Paolo II il 2 giugno 1985.

Tratta dell'opera evangelizzatrice dei Santi Cirillo e Metodio ad undici secoli di distanza dalla loro morte.

## Contenuto
- I - Introduzione
- II - Cenni biografici
- III - Araldi del Vangelo
- IV - Impiantarono la Chiesa di Dio
- V - Senso cattolico della Chiesa
- VI - Il Vangelo e la cultura
- VII - Significato ed irradiazione del millennio cristiano nel mondo slavo
- VIII - Conclusione